# Violet Vanbrugh
Violet Vanbrugh (11 de junho de 1867 – 10 de novembro de 1942) foi uma atriz inglesa.

## Biografia
Violet Augusta Mary Barnes nasceu em Exeter, Inglaterra. Era a filha mais velha de seis filhos do Reverendo Reginald Henry Barnes (1831–1889) e sua esposa, Frances Mary Emily née Nation. Era a irmã mais velha da atriz Irene Vanbrugh e do educador teatral Kenneth Barnes. Cresceu em Exeter e estudou na França e Alemanha.

### Início de carreira
Quando decidiu entrar na profissão, a atriz Ellen Terry, uma amiga da família, sugeriu que adotasse o nome artístico Vanbrugh. O sucesso inicial de Violet encorajou Irene a seguir a irmã na profissão, e ela também passou a usar o nome artístico Vanbrugh. As irmãs frequentaram a Escola de Artes Cênicas de Sarah Thorne, sediada em Margate. Atuaram juntas em As You Like It no Theatre Royal.
Vanbrugh estudou interpretação e fez sua estreia profissional em 1886 numa obra do gênero burlesco. No mesmo ano estreou no West End londrino e em seguida viajou para Margate para interpretar papeis principais em quatro peças de Shakespeare. Em 1889 juntou-se a William Hunter Kendal no teatro Royal Court Theatre e saiu em turnê  pelos Estados Unidos. Dois anos depois, de volta a Londres, uniu-se a Henry Irving e Ellen Terry na famosa companhia teatral shakespeariana no Lyceum Theatre. Em 1893 atuou junto ao marido Arthur Bourchier no Daly's
Theatre e logo se tornou sua primeira dama no Royalty Theatre e depois no Garrick Theatre, onde Bourchier foi arrendatário pelos primeiros seis anos do século 20.
A atriz Ellen Terry ajudou Violet Vanbrugh em sua primeira atuação profissional em 1886 numa obra burlesca de Francis Burnand, Faust and Loose, no Teatro Folly. No mesmo ano estreou no West End londrino interpretando Ellen em The Little Pilgrims. Em seguida entrou em turnê e retornou ao Toole, interpretando diversos papéis até 1887, incluindo Lady Anne em The Butler. De volta a Margate no final daquele ano, atuou nas obras de Shakespeare Hamlet (como Ofélia), A Midsummer Night's Dream (como Helena), As You Like It (como Rosalinda) e em The Merchant of Venice (como Pórcia).
Em Londres, em 1888, ela interpretou Gertrude em Deputy Registrar. Em 1889 se juntou a William Hunter Kendal no Teatro Royal Court, interpretando Lady Gillingham em The Weaker Sex, e no final do ano viajou com a companhia teatral de Kendal para os Estados Unidos, onde  interpretou Lady Ingram na comédia A Scrap of Paper , e em dramas como The Iron Master, Impulse e A White Lie, além de outras comédias. De volta à Inglaterra, em 1891, ela se juntou a Henry Irving e Ellen Terry no teatro Lyceum, interpretando Ana Bolena no revival de Henry VIII. Ela também substituiu Terry em vários papéis.

### Bourchier e últimos anos
Em 1893 atuou com Arthur Bourchier na obra de Augustin Daly Love in Tandem, no Teatro Daly. Os dois se casaram no ano seguinte. Em 1895 Bourchier tornou-se arrendatário do Royalty Theatre, e Violet Vanbrugh tornou-se sua primeira dama em muitas  produções, incluindo The Chili Widow (uma adaptação própria, que prolongou-se por mais de 300 noites), Mr and Mrs, Monsieur de Paris e The Queen's Proctor. Bourchier, Vanbrugh e sua irmã Irene, viajaram pelos Estados Unidos em uma turnê iniciada em 1897. Retornando à Inglaterra, Vanbrugh interpretou o papel-título de Teresa, que Bourchier produziu no Metropole. Depois de dirigir várias produções com Charles Wyndham, Bourchier passou a controlar o Teatro Garrick. Em 1902, Vanbrugh e Bourchier tiveram uma filha, Prudence Bourchier (1902-1990), que também se tornou atriz e usou o nome artístico Vanbrugh.
Ao longo dos mais de seis anos de sua administração no Garrick, ele produziu muitas peças, frequentemente no papel de protagonista com Vanbrugh, incluindo The Bishop's Move, My Lady Virtue, Whitewashing Julia, The Arm of the Law e The Fairy's Dilemma, de W. S. Gilbert (1904). A produção de The Walls of Jericho, de Alfred Sutro, em 1904, prolongou-se por 423 performances de sucesso. Em 1905, Violet voltou a representar o papel de Pórcia na produção de Bourchier The Merchant of Venice e, novamente, em uma apresentação para Eduardo VII, no Castelo de Windsor. Em 1906, em Stratford-upon-Avon, ela interpretou Lady Macbeth em Macbeth, adaptação de seu marido. Vanbrugh e Bourchier viajaram em 1908 com a obra John Glayde's Honour e atuaram juntos na versão de Enrique VIII interpretada por Herbert Beerbohm Tree, que foi seguida por um filme mudo sobre a obra interpretada por Tree.
Em 1913 Vanbrugh atuou em Mrs. Pomeroy's Reputation , de Horace Annesley Vachell e Thomas Cobb, no Teatro The Queen. Posteriormente, o casal produziu um filme na Alemanha baseado em cenas de Macbeth. Eles continuaram interpretando Shakespeare e outras peças durante a Primeira Guerra Mundial, mas seu casamento estava se tornando difícil. Juntos, o casal fez uma turnê em 1916, mas em seguida se separaram, divorciando em 1918.  Bourchier casou-se novamente em 1918, com uma jovem atriz, Violet Marion Kyrle Bellew. Vanbrugh nunca se casou novamente.
Violet Vanbrugh continuou atuando até 1939, interpretando com sucesso Thunder in the Air em 1928. Também participou de três filmes na década de 1930, entre eles Pygmalion (1938), com Leslie Howard e Wendy Hiller. Em sua quinquagésima temporada teatral, estrelou em The Merry Wives of Windsor, ao lado de sua irmã em Londres. Sua última aparição em um filme foi em Young Man's Fancy, em 1940.
Violet Vanbrugh morreu em Londres, em 1942, aos 75 anos.